# Strahan (Tasmanie)
Pour les articles homonymes, voir Strahan.
Strahan (637 habitants) est un village et un ancien port sur la côte ouest de la Tasmanie, en Australie à 302 km au nord-ouest de Hobart. C'est maintenant une importante localité touristique de la région.

## Port
Initialement conçu comme un port pour l'exploitation forestière et minière de la région, Strahan était un centre vital pour l'industrie du bois développée autour de Port Macquarie. Pendant une partie importante du XIXe siècle et au début du XXe siècle, c'était également un port de transport maritime de passagers et de fret.

## Pêche et tourisme
Strahan a été un port abritant une petite flotte de bateaux pour la pêche sur la côte ouest.
C'est la plus proche localité habitée du cap Sorell et la porte d'entrée des zones de forêts primaires du sud-ouest de la Tasmanie et la ville sert de base aux bateaux, avions et hélicoptères utilisés pour visiter la région.
Strahan sert aussi de base pour les excursions en bateau vers l'île de Sarah et la basse Gordon River.